# Llitera
Ne doit pas être confondu avec La Llitera.
La Llitera ou Llitéra est une rivière du massif du Canigou, du département des Pyrénées-Orientales, dans l'Est des Pyrénées, dans la région Occitanie, et un affluent droit du fleuve la Têt.

## Géographie
| \| Source Confluence Taurinya Codalet Prades Saint-Michel de Cuxà \| Répartition des principaux lieux cités dans cet article. |
| Source Confluence Taurinya Codalet Prades Saint-Michel de Cuxà                                                                |

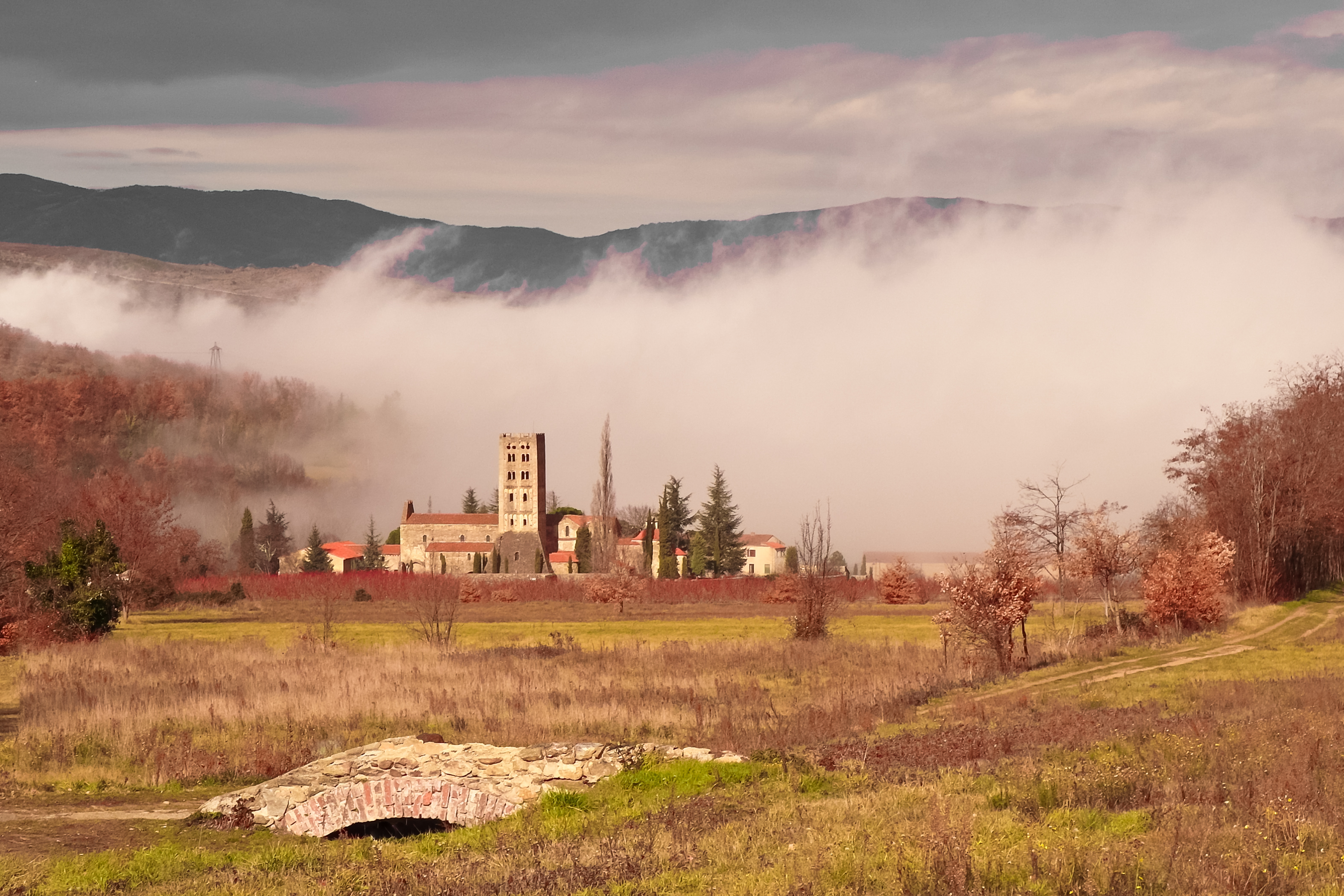
L'abbaye Saint-Michel de Cuxa dans la large vallée de la Llitera.

Née à 2 500 m d'altitude sur la costa de Sant Jaume (face Nord de la crête du Barbet), la rivière s'écoule vers le nord dans un large cirque pendant 2 km puis s'engouffre dans des gorges en se dirigeant vers le nord-nord-ouest. Alors qu'elle a dépassé la moitié de sa longueur, sa vallée s'élargit une première fois, se rétrécit puis s'élargit de nouveau avant de rejoindre la vallée du fleuve Têt dans lequel la Llitera se jette.

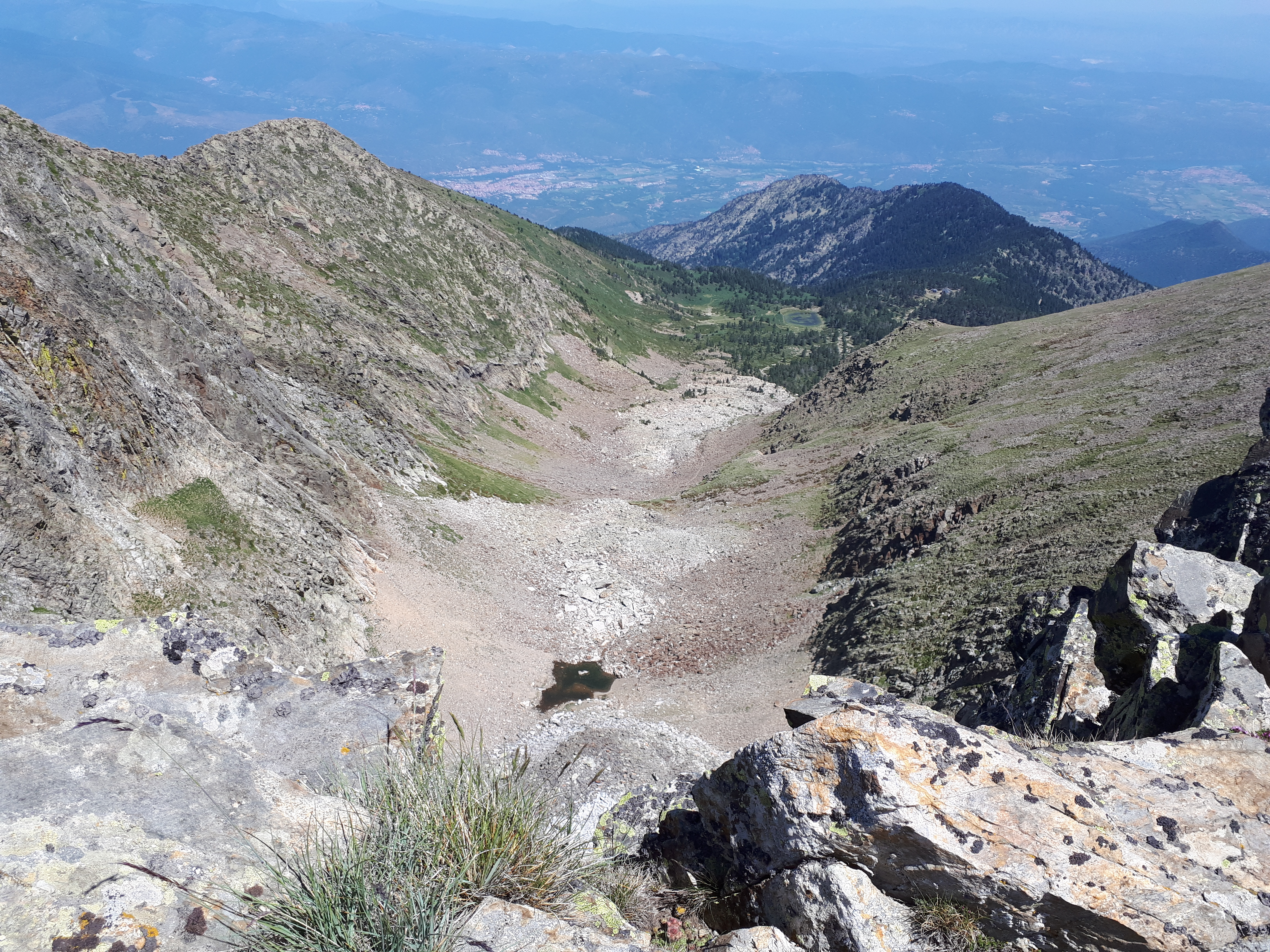
Cirque glaciaire sous le pic du Canigou, dans le secteur le plus au sud du bassin versant de la Llitera.

Le bassin versant de la Llitera jusqu'au rétrécissement mentionné plus haut constitue la commune française de Taurinya. Ensuite, la rivière entre dans la commune de Codalet au niveau de l'abbaye Saint-Michel de Cuxa qu'elle arrose, puis marque la limite entre Codalet et Prades. Elle se jette dans la Têt à 340 m d'altitude après un parcours de 13,8 km dans le département français des Pyrénées-Orientales.

### Communes traversées
Dans le seul département des Pyrénées-Orientales, la Llitéra traverse les trois seules communes de Taurinya, Codalet et Prades. 
Soit en termes de cantons, la Llitéra traverse les deux canton du Canigou et Canton des Pyrénées catalanes, dans l'arrondissement de Prades, et dans l'intercommunalité Communauté de communes Conflent Canigó.

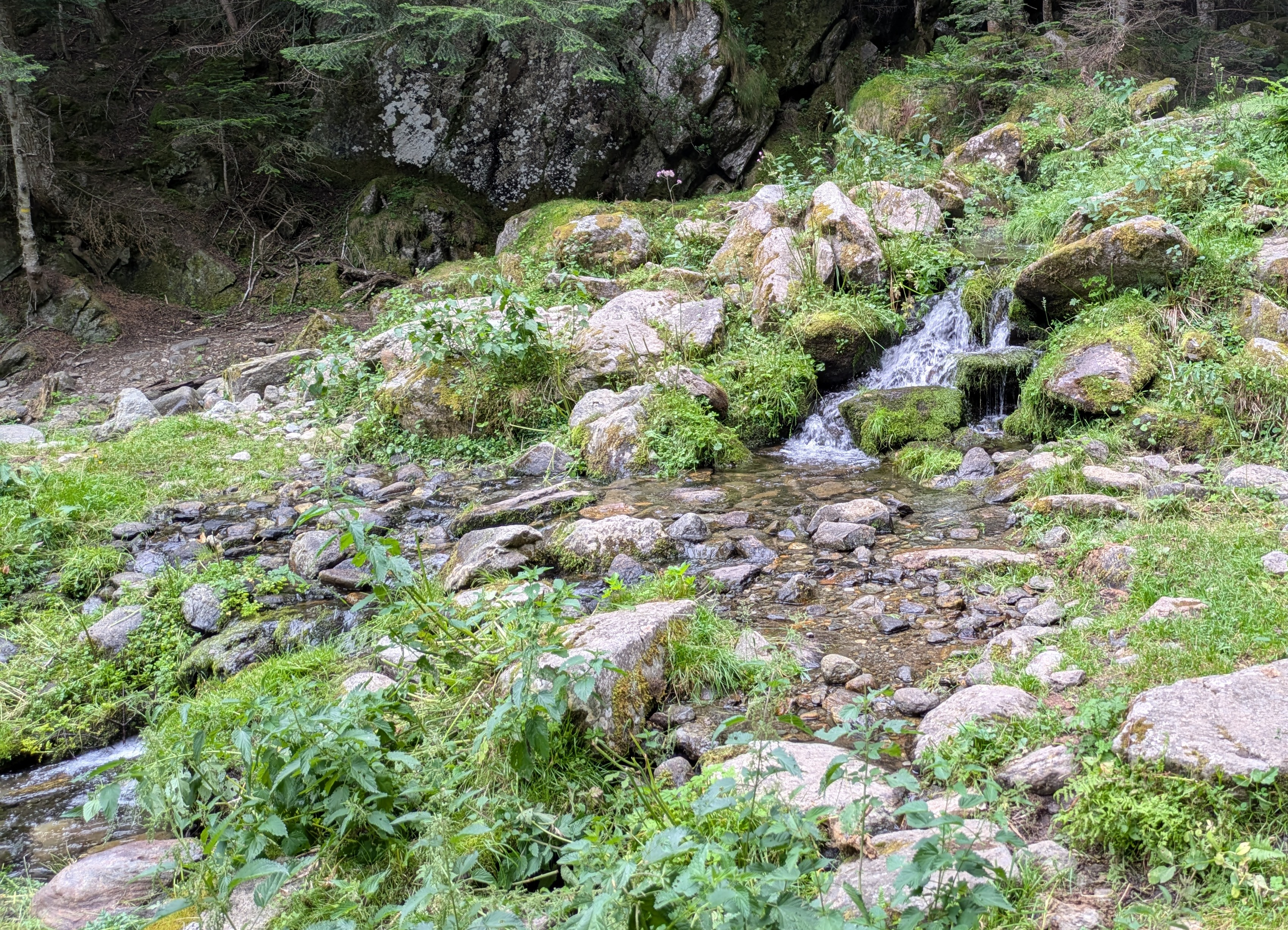
La Llitera à 1650 mètres d'altitude.

### Bassin versant
La Llitéra traverse une zone hydrologique « La Têt de la rivière de Rotjà incluse au Còrrec dels Colls inclus » (Y043).

### Organisme gestionnaire
La Têt et son bassin versant sont gérés par le SMBVT ou Syndicat mixte du bassin versant de la Têt, né en 2008, et sis à Perpignan.

## Affluents
La Llitéra n'a pas d'affluent contributeur référencé. Néanmoins Géoportail note quelques affluents dont le Córrec del Salt de l'Aigua.

### Rang de Strahler
Son rang de Strahler est donc de un.

## Hydrologie
Son régime hydrologique est dit nival.